# چشم شیطان (فیلم ۱۹۶۲)
چشم شیطان (به فرانسوی: L'Œil du malin) یا سومین عاشق (انگلیسی: The Third Lover) یک فیلم درام جنایی به کارگردانی کلود شابرول است که سال ۱۹۶۲ منتشر شد. فیلم از نخستین آثار شابرول است که نشانه‌های سبک خاص او شامل نقد اجتماعی سبک زندگی بورژوازی در آن به چشم می‌خورد. از بازیگران آن می‌توان به استفان اودران اشاره کرد.